# كأس تونس للكرة الطائرة للرجال 1994–95
كأس تونس للكرة الطائرة للرجال 1994-1995 هو الموسم رقم 39 من كأس تونس للكرة الطائرة للرجال.

فاز بهذا الموسم النجم الرياضي الساحلي.

## روابط خارجية
- الموقع الرسمي للجامعة التونسية للكرة الطائرة.